# Zyrphelis perezioides
Zyrphelis perezioides là một loài thực vật có hoa trong họ Cúc. Loài này được (Less.) G.L.Nesom miêu tả khoa học đầu tiên năm 1994.